# Rhamphomyia malaisei
Rhamphomyia malaisei är en tvåvingeart som beskrevs av Frey 1935. Rhamphomyia malaisei ingår i släktet Rhamphomyia och familjen dansflugor. Inga underarter finns listade i Catalogue of Life.